# Воепала
Воепала — деревня в Пинежском районе Архангельской области. Входит в состав муниципального образования «Пинежское».
Воепала находится на правом берегу реки Пинеги. К югу от деревни находится посёлок Пинега, к востоку — деревня Кулогора. Вблизи деревни находится мусорный полигон.

## Население
| 2002 | 2010 | 2012 |
| ---- | ---- | ---- |
| 278  | ↘256 | ↗261 |